# 鬼切丸 (北野天満宮)
鬼切丸（おにきりまる）は、源家相伝の日本刀。鬼切安綱（おにきりやすつな）とも。所蔵する北野天満宮では、2017年頃より鬼切丸 別名 髭切としている。また髭切は鬼丸とも呼ばれて来たため、御物の日本刀である鬼丸（鬼丸国綱）との混同に留意する必要がある。
他方では源氏所縁の兵庫県川西市所在の多田神社にも源頼光が酒呑童子退治に使ったとされる安綱銘の太刀「鬼切丸」が所蔵されているので、こちらとの混同にも留意する必要がある。

## 概要

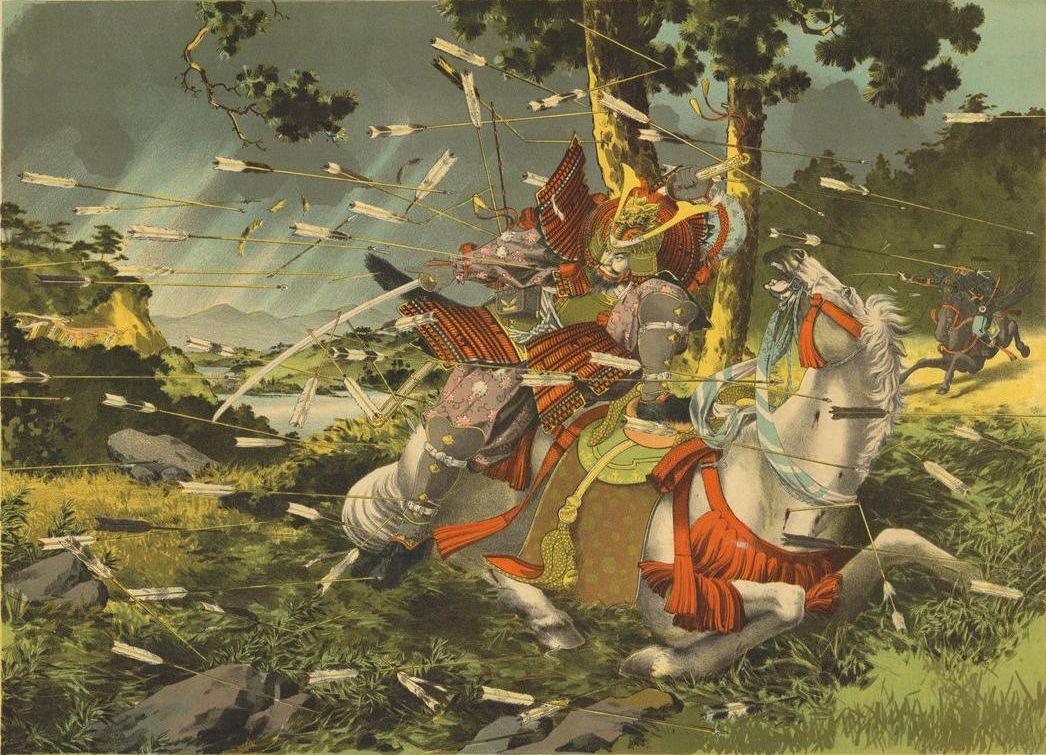
土屋光逸『新田義貞生田林の戦に於て小山田高家義貞の身代りとなる』（1900年）、湊川の戦い（1336年）で新田義貞が鬼切と鬼丸の二刀流で奮戦する図

鎌倉時代の日蓮は「此の太刀はしかるべき鍛冶作り候かと覚へ候。あまくに（天国）、或は鬼きり（鬼切）、或はやつるぎ（八剣）、異朝には干将莫耶が剣に争でかことなるべきや。」（弥源太入道殿御返事）と記述しており、古来、名刀として知られていたことが窺い知れる。
特に『太平記』の一節で語られる。鬼切は伯耆国の鍛冶安綱が鍛え、坂上田村麻呂に奉じた。鈴鹿山で鈴鹿御前との戦いに使用され、伊勢神宮に参拝した際には天照大神より夢の中でお告を受けて伊勢神宮に奉納したという。
その後、伊勢神宮に参拝した源頼光が夢の中で「子孫代々に伝え、天下を守るべし」と天照大神より鬼切を受け取った。頼光の手に渡ると、家臣である渡辺綱に貸し出され鬼の腕を切り落とした。また、源満仲が戸蔵山の鬼を切ったことから鬼切と名付けられた。
源家に相伝された鬼切であるが新田義貞が北条氏の宝刀鬼丸国綱と共に入手したものの、藤島の戦いで義貞が斯波高経に討たれると鬼切と鬼丸は高経の手に渡る。高経が鬼切と鬼丸を手に入れたと知った足利尊氏は源氏の嫡流である足利氏への引渡しを求めた。それに対して足利氏と同格であると自負していた高経は拒否したため尊氏を憤慨させたという。鬼切は高経から子孫である最上氏へ伝来する。
かつて鬼切は売りに出されたものの、有志によって買い戻されて北野天満宮に奉納された。

## 解説

### 銘の改竄
鬼切安綱の銘は、本来は安綱銘であるが国綱銘へと改竄されているとされていたが、現在は安綱銘も安綱以外が入れた後の追刻ではないかと考えられている。

#### 末兼俊彦による説
末兼俊彦は、この安綱銘も「童子切安綱」や京都国立博物館の「太刀　銘　安家」と遥かに異なり、後世の追刻ではないかと述べている。実際の作風からも備前風が強い
。所蔵神宮である北野天満宮も「伝安綱」と表記を変更することがある。2020年に春日大社にて開催された「最古の日本刀の世界 安綱・古伯耆展」では童子切安綱と共に古伯耆の刀として展示された。
国綱銘に関しても、鬼切安綱を保管していたと伝わる箱に「左近将監国綱」（左近将監国綱は粟田口の国綱が賜った官位）と書いてあるからであり、現在粟田口作と見る目は少ない。刀剣自体は国綱は国綱でも、古伯耆と似ている古備前の国綱ではないかと鑑定する声もある。

### 宝剣継承譚
『太平記』の記述は、のちに酒呑童子の説話を描いた絵巻や絵詞などの諸本で頼光が酒呑童子を斬った太刀（ちすい）の伝来として引用され、古写本系統の『鈴鹿の草子（田村の草子）』でも田村丸俊宗がソハヤノツルギを用いて鈴鹿御前と剣合わせをする場面に影響を与えた。
関幸彦は、『太平記』で源家相伝の鬼切の剣の由来を語る場面について「鬼切の剣を介し田村麻呂から頼光への武器継承の伝説が創造されている」と述べ、御伽草子の世界は『太平記』の記述から脚色されたものとしている。